# Jamie Bell
Pour les articles homonymes, voir Bell.
Jamie Bell, né le 14 mars 1986 à Billingham dans le comté de Durham (Angleterre), est un acteur et danseur britannique.
Révélé au grand public en 2000 dans le rôle-titre de Billy Elliot, de Stephen Daldry, il participe au film dramatique My Name Is Hallam Foe, de David Mackenzie, sorti en 2007.
Il enchaîne ensuite à Hollywood, où il tient plusieurs seconds rôles dans des films attendus : King Kong (2005), de Peter Jackson, Mémoires de nos pères (2006), de Clint Eastwood, Jumper (2008), de Doug Liman, Snowpiercer, le Transperceneige, de Bong Joon-ho ou encore Nymphomaniac, volume 2 (2013), de Lars von Trier.
Durant les années 2010, il est en particulier choisi par Steven Spielberg pour incarner Tintin dans le film à succès Les Aventures de Tintin : Le Secret de La Licorne (2011). Il reste dans le monde de la bande dessinée pour Les Quatre Fantastiques (2015), de Josh Trank, où il incarne Ben Grimm.

## Biographie
Sa mère est très jeune lorsqu'il naît et il n'a pas connu son père. Sa grand-mère, sa mère et sa sœur sont danseuses : il éprouve très tôt la passion de la danse et prend des cours dès ses six ans. Il est élève de l'école Stagecoach Theatre School de Billingham, puis membre du National Youth Music Theatre.

### Vie privée
En 2005, il commence à fréquenter l'actrice Evan Rachel Wood, rencontrée sur le tournage du clip musical de Green Day, Wake Me Up When September Ends. Ils ont chacun un tatouage qui représente l'initiale du prénom de l'autre, Evan Rachel Wood porte la lettre J sur sa cheville gauche. Ils se séparent l'année suivante, en 2006.
Le couple se reforme en 2011 et se marie le 30 octobre 2012. En janvier 2013, l'actrice confirme être enceinte de leur premier enfant. Le 29 juillet 2013, elle donne naissance à un garçon. Mais en mai 2014, le couple annonce sa séparation.
Depuis 2015, il est en couple avec sa partenaire du film Les Quatre Fantastiques, Kate Mara. En janvier 2017, ils annoncent leurs fiançailles après deux ans de vie commune. Le mariage a lieu le 15 juillet 2017. En mai 2019, son épouse donne naissance à une fille. Le 10 juillet 2022, son épouse annonce sur son compte Instagram être enceinte de leur deuxième enfant.

## Carrière

### Révélation et progression internationale

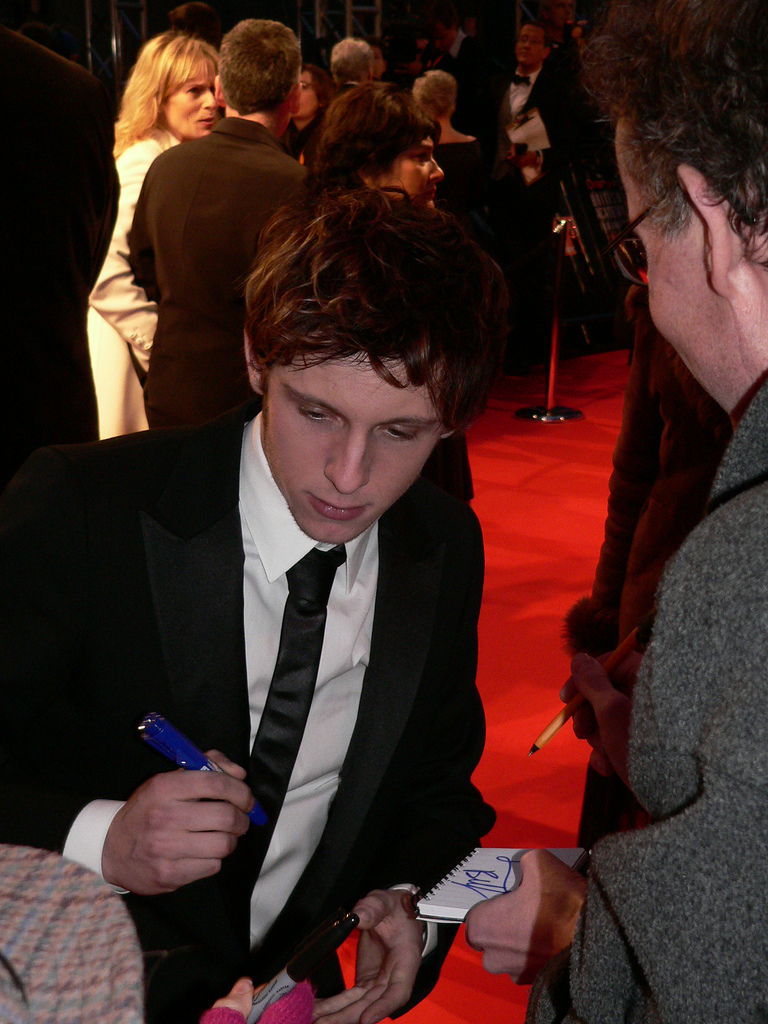
Le jeune comédien aux BAFTA 2007, pour sa performance dans le rôle-titre de My Name Is Hallam Foe.

Sa première performance date de Noël 1998 sur une scène de Londres, le Queens Theatre, dans une production de Bugsy Malone, aux côtés d'autres futures étoiles comme Hannah Spearritt et Sheridan Smith. Il est révélé au grand public par le rôle-titre du film Billy Elliot en 2000. Il reçoit la même année pour ce film sa première récompense. Le long-métrage est un succès critique et commercial à travers le monde, et fait de lui un jeune acteur à suivre, alors qu'il n'a que 14 ans.
L'année suivante, il est président honoraire du jury au Festival du film de Giffoni.
Sa participation à des co-productions internationales, dans des genres diversifiés, lui permet de confirmer son talent au cinéma : il est d'abord le domestique Smike dans une adaptation de Nicholas Nickleby, puis un jeune soldat, dans le film de guerre La Tranchée, il est ensuite dans le film indépendant The Chumscrubber, où il joue un adolescent rebelle. Enfin, le drame Dear Wendy lui permet d'être entouré d'acteurs américains, et de travailler sur un scénario de Lars von Trier.
Il fait son entrée à Hollywood en incarnant un adolescent en fuite dans le thriller indépendant L'Autre Rive ; puis en jouant un jeune marin dans le remake de King Kong de Peter Jackson. Le blockbuster est un succès critique et commercial dans le monde entier. L'année suivante, il est dirigé par Clint Eastwood dans le film de guerre Mémoires de nos pères, où il prête ses traits à Ralph Ignatowski.
En 2012, il est invité à participer avec Gary Oldman, Garrett Hedlund et Willem Dafoe au défilé automne hiver 2012/2013 de Prada.

### Carrière hollywoodienne

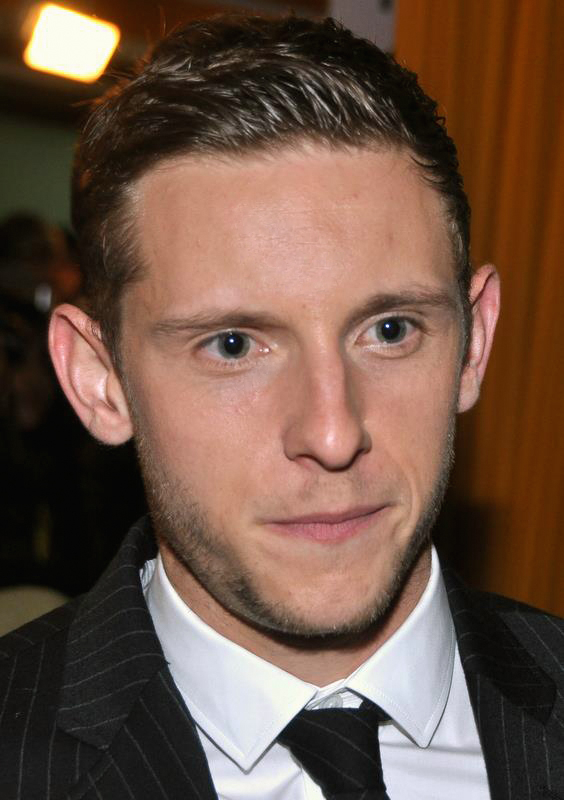
Jamie Bell à l'avant-première parisienne du film Les Aventures de Tintin : Le Secret de La Licorne en 2011.

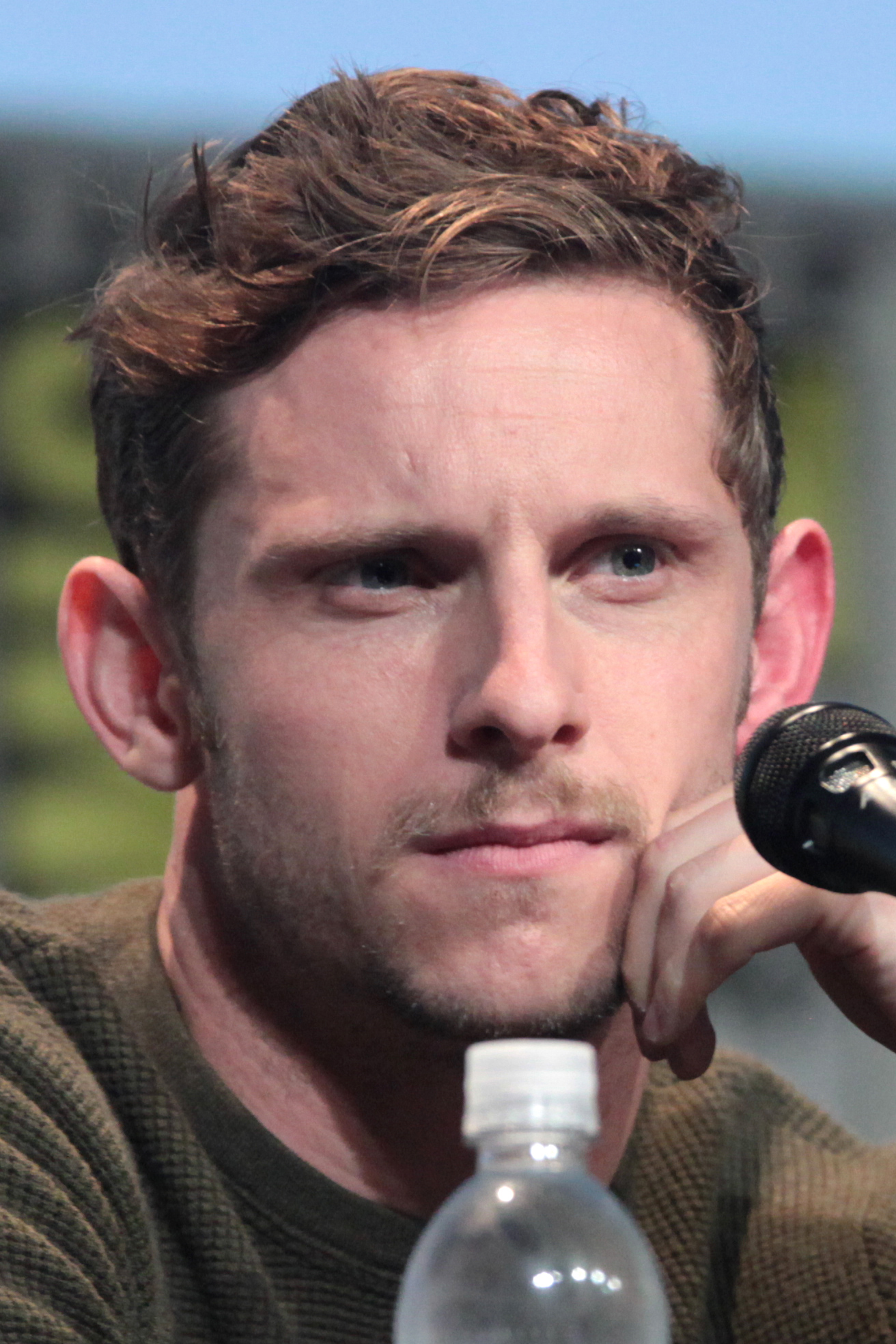
L'acteur au San Diego Comic-Con 2015, durant la promotion de Les Quatre Fantastiques.

L'année 2008 est décisive : il joue le rôle principal du film indépendant britannique My Name Is Hallam Foe de David Mackenzie. Il est aux côtés de Daniel Craig dans le film sur l'Holocauste Les Insurgés, et de la star montante Hayden Christensen dans le blockbuster de science-fiction Jumper. Ce dernier est un échec cuisant, et le projet de trilogie est abandonné.
En 2011, il revient en Angleterre pour le drame indépendant Retreat, avec Cillian Murphy, est au côté de Channing Tatum dans le péplum L'Aigle de la Neuvième Légion de Kevin Macdonald, et enfin incarne Tintin dans le blockbuster de Steven Spielberg, Les Aventures de Tintin : Le Secret de La Licorne. Le projet de trilogie est actuellement suspendu, malgré le succès international du long-métrage tourné en capture de mouvement. Le second opus devrait lui permettre de retrouver Peter Jackson à la réalisation.
En 2012, il côtoie Mia Wasikowska et Michael Fassbender dans l'adaptation britannique Jane Eyre et fait partie de la distribution du film d'action  Dos au mur, dirigé par Sam Worthington.
L'année 2013 lui permet de quitter les productions dont il a l'habitude : il est au côté de Chris Evans dans la coproduction internationale Snowpiercer, le Transperceneige, est à l'affiche de la comédie indépendante écossaise Ordure !. Enfin, il est dirigé par Lars von Trier dans le second opus du diptyque Nymphomaniac, volume 2.
En 2014, c'est vers la télévision qu'il se tourne pour un premier rôle américain : il est le héros de la série historique Turn sur la chaîne AMC. Malgré des critiques mitigées, le programme est renouvelé pour une seconde saison.
En 2015, il incarne Ben Grimm / La Chose dans le blockbuster de super-héros Les Quatre Fantastiques. Ce reboot signé Josh Trank connaît néanmoins un échec critique et n'est rentabilisé que grâce à son exploitation internationale. Il est également sur la liste des acteurs envisagés pour remplacer Daniel Craig dans les futurs James Bond.

## Filmographie

### Cinéma
- 2000 : Billy Elliot de Stephen Daldry : Billy Elliot
- 2002 : La Tranchée (Deathwatch) de Michael J. Bassett : PFC Charlie Shakespeare
- 2002 : Nicholas Nickleby de Douglas McGrath : Smike
- 2004 : L'Autre Rive (Undertow) de David Gordon Green : Chris Munn
- 2004 : Dear Wendy de Thomas Vinterberg : Dick Dandelion
- 2005 : Génération Rx (The Chumscrubber) d'Arie Posin : Dean Stifle
- 2005 : King Kong de Peter Jackson : Jimmy
- 2006 : Mémoires de nos pères (Flags of Our Fathers) de Clint Eastwood : Ralph « Iggy » Ignatowski
- 2007 : My Name Is Hallam Foe (Hallam Foe) de David Mackenzie : Hallam Foe
- 2008 :  Jumper de Doug Liman : Griffin
- 2008 :  Les Insurgés (Defiance) d'Edward Zwick : Asael Bielski (en)
- 2011 : L'Aigle de la Neuvième Légion (The Eagle) de Kevin Macdonald : Esca
- 2011 : Jane Eyre de Cary Joji Fukunaga : Saint John Rivers
- 2011 : Retreat de Carl Tibbetts : Jack
- 2011 : Les Aventures de Tintin : Le Secret de La Licorne (The Adventures of Tintin) de Steven Spielberg : Tintin
- 2012 : Dos au mur (Man on a Ledge) d'Asger Leth : Joey Cassidy
- 2013 : Snowpiercer, le Transperceneige (Snowpiercer - 설국열차) de Bong Joon-ho : Edgar
- 2013 : Ordure ! (Filth) de Jon S. Baird : Ray Lennox
- 2013 : Nymphomaniac, volume 2 de Lars von Trier : K
- 2015 : Les Quatre Fantastiques (Fantastic Four) de Josh Trank : Ben Grimm / La Chose
- 2017 : 6 Days de Toa Fraser : Rusty
- 2017 : Film Stars Don't Die in Liverpool de Paul McGuigan : Peter Turner
- 2018 : Skin de Guy Nattiv : Bryon Widner
- 2018 : Donnybrook de Tim Sutton : Jarhead Earl
- 2019 : Rocketman de Dexter Fletcher : Bernie Taupin
- 2021 : Sans aucun remords (Without Remorse) de Stefano Sollima : Robert Ritter
- 2023 : Surrounded d'Anthony Mandler : Tommy Walsh
- 2023 : Sans jamais nous connaître (All of Us Strangers) d'Andrew Haigh : Papa

### Télévision
Séries télévisées
- 2000 : Close and True : Mark Sheedy (saison 1, épisode 2)
- 2014-2017 : Turn : Abraham « Abe » Woodhull (40 épisodes[8])
- 2022 : Shining Girls (en) : Harper

### Jeux vidéo
- 2005 : King Kong : Jimmy (voix originale)
- 2008 : Jumper: Griffin's Story : Griffin (voix originale)

### Clip
- 2005 : Wake Me Up When September Ends, clip de Green Day

### Producteur
- 2018 : Teen Spirit de Max Minghella

## Distinctions

### Récompenses
- 2000 : British Independent Film Awards de la meilleure interprétation masculine dans une comédie dramatique pour Billy Elliot (2000).
- 2000 : Festival international du film de Kiev Molodist du meilleur jeune acteur dans une comédie dramatique pour Billy Elliot (2000).
- 2000 : Las Vegas Film Critics Society Awards du meilleur jeune acteur dans une comédie dramatique pour Billy Elliot (2000).
- 2000 : National Board of Review Awards 2000 : Meilleur jeune acteur pour dans une comédie dramatique pour Billy Elliot (2000).
- British Academy Film Awards 2001 : Meilleur acteur dans une comédie dramatique pour Billy Elliot (2000).
- Critics Choice Awards 2001 : Meilleure performance d'enfant dans une comédie dramatique pour Billy Elliot (2000).
- Empire Awards 2001 : Meilleur début dans une comédie dramatique pour Billy Elliot (2000).
- 2001 : Evening Standard British Film Awards du meilleur espoir dans une comédie dramatique pour Billy Elliot (2000).
- 2001 : London Critics Circle Film Awards de la révélation britannique de l'année dans une comédie dramatique pour Billy Elliot (2000).
- 2001 : Online Film & Television Association Awards du meilleur jeune acteur dans une comédie dramatique pour Billy Elliot (2000).
- Online Film & Television Association Awards 2001 : 
  - Meilleur espoir dans une comédie dramatique pour Billy Elliot (2000).
  - Meilleur jeune acteur dans une comédie dramatique pour Billy Elliot (2000).
- Italian National Syndicate of Film Journalists 2001 : Prix Guglielmo-Biraghi du meilleur jeune acteur dans une comédie dramatique pour Billy Elliot (2000).
- 2001 : Young Artist Awards du meilleur jeune acteur dans une comédie dramatique pour Billy Elliot (2000).
- 2002 : National Board of Review Awards de la meilleure distribution pour Nicholas Nickleby partagé avec Jim Broadbent, Tom Courtenay, Alan Cumming, Edward Fox, Romola Garai, Christopher Plummer, Anne Hathaway, Barry Humphries, Charlie Hunnam, Nathan Lane, Timothy Spall et Juliet Stevenson
- 2005 : Young Artist Awards de la meilleure interprétation dans un long métrage pour Undertow
- 2005 : Young Artist Awards de la meilleure performance pour un jeune acteur principal  pour L'Autre Rive
- 2015 : CinemaCon de la meilleure équipe à l'écran pour Les Quatre Fantastiques partagé avec Michael B. Jordan, Kate Mara et Miles Teller.
- Hollywood Film Awards 2017 : Prix New Hollywood du meilleur acteur dans un second rôle pour Film Stars Don't Die in Liverpool
- 2019 : Hollywood Critics Association Midseason Awards du meilleur acteur dans un second rôle pour Rocketman

### Nominations
- Prix du cinéma européen 2000 : Meilleur acteur pour Billy Elliot
- Chicago Film Critics Association Awards 2001 : Acteur le plus prometteur pour Billy Elliot
- Chlotrudis Awards 2001 : Meilleur acteur pour Billy Elliot
- Satellite Awards 2001 : Meilleur acteur pour Billy Elliot
- Screen Actors Guild Awards 2001 : Meilleur acteur pour Billy Elliot
- 2001 : Teen Choice Awards de la meilleure interprétation masculine pour Billy Elliot
- 2007 : BAFTA Scotland du meilleur acteur pour My Name Is Hallam Foe
- 2007 : British Independent Film Awards du meilleur acteur pour My Name Is Hallam Foe
- 2008 : MTV Movie Awards du meilleur combat pour Jumper
- Bodil Awards 2014 : Meilleur acteur dans un second rôle pour Nymphomaniac, volume 2
- Bodil Awards 2015 : Robert du meilleur acteur dans un second rôle pour Nymphomaniac, volume 2
- 2017 : British Independent Film Awards du meilleur acteur pour Film Stars Don't Die in Liverpool
- British Academy Film Awards 2018 : Meilleur acteur pour Film Stars Don't Die in Liverpool

## Voix françaises
En France, Donald Reignoux est la voix la plus régulière de Jamie Bell. En parallèle, Sébastien Hébrant et Benjamin Bollen l'ont également doublé à quatre et trois reprises.
Au Québec, il est régulièrement doublé par Hugolin Chevrette-Landesque.
En France
| - Donald Reignoux dans : - Nicholas Nickleby - Jumper - Retreat - Dos au mur - Les Quatre Fantastiques - 6 Days - Film Stars Don't Die in Liverpool - Rocketman - Sans aucun remords - Shining Girls (en) (série télévisée) - Sans jamais nous connaître - Sébastien Hébrant (Belgique) dans : - Ordure ! - Turn (série télévisée) - Skin - Donnybrook | - Benjamin Bollen dans : - L'Aigle de la Neuvième Légion - Les Aventures de Tintin : Le Secret de La Licorne - Jane Eyre - Alexis Tomassian dans : - King Kong - Génération Rx Et aussi - Axel Kiener dans Smallville (série télévisée) - Mathieu Laurent dans Billy Elliot - Aurélien Icovic dans Dear Wendy - Alexandre Nguyen dans Les Insurgés - Théo Frilet dans Snowpiercer, le Transperceneige |

Au Québec
| - Hugolin Chevrette-Landesque dans : - King Kong - Rébellion - L'Aigle de la Neuvième Légion - Dos au mur - Les Quatre Fantastiques - 6 jours - Rocketman |